# Limnophila pectinifera
Limnophila pectinifera är en tvåvingeart som beskrevs av Alexander 1964. Limnophila pectinifera ingår i släktet Limnophila och familjen småharkrankar. Inga underarter finns listade i Catalogue of Life.